# Novembre 2005

## Actualités du mois

### Mardi1ernovembre 2005
- France : manifestation de stagiaires à Paris qui revendiquent un statut du stagiaire et des stages rémunérés. La centaine de stagiaires manifestants portaient un masque blanc recouvrant tout le visage pour éviter d'être reconnus.
- France : les parents des deux mineurs musulmans Ziad Benna et Bouna Traoré de Clichy-sous-Bois (93), morts électrocutés lors de leur fuite pour éviter les forces de police, sont reçus à Matignon par le Premier ministre Dominique de Villepin et le ministre de l'Intérieur Nicolas Sarkozy. Les affrontements nocturnes ont continué entre la police et les manifestants qui ont incendié 67 véhicules. Les violences se sont également étendues à d'autres villes de la Seine-Saint-Denis. Par ailleurs, Azouz Begag, ministre délégué à la Promotion et à l'Égalité des chances, a accusé Nicolas Sarkozy de « déborder par une sémantique guerrière imprécise ». La voiture du président du conseil français du culte musulman, Dalil Boubakeur a été visée par des jets de pierres lorsque celui-ci est venu à Clichy-sous-Bois. Voir : Émeutes de 2005 dans les banlieues françaises
- Zanzibar : l'actuel président Amani Abeid Karume ainsi que son parti Chama cha Mapinduzi sont déclarés vainqueurs des élections présidentielle et législatives avec 53,2 % des votants. Ces résultats sont contestés par l'opposition, soutenue par des milliers de jeunes manifestants, qui dénoncent des fraudes massives. Les échauffourées qui ont suivi l'annonce des résultats ont causé la mort de cinq manifestants et de quatrepoliciers.
- Serbie-et-Monténégro : le secrétaire général de l’Organisation des Nations unies Kofi Annan annonce[1] son intention de nommer l’ancien président finlandais Martti Ahtisaari pour mener les négociations sur le statut définitif de la région autonome du Kosovo. La nomination d’Ahtisaari et celle de son adjoint, le diplomate autrichien Albert Rohan, doivent être approuvées par le Conseil de sécurité des Nations unies. La nomination probable d’Ahtisaari a été relativement bien perçue localement.
- Irak : un enfant d'une dizaine d'années, équipé d'une ceinture d'explosifs, commet un attentat-suicide en se jetant contre la voiture du chef de la sécurité de la police de Kirkouk. L'enfant est mort et les deux occupants du véhicule blessés. Par ailleurs trois Irakiens, dont un policier, ont été tués par l'explosion d'une bombe, au passage d'une voiture de police à Madaën.

### Mercredi2 novembre 2005
- Royaume-Uni : démission du ministre du Travail et des Retraites David Blunkett du gouvernement de Tony Blair. Sa démission intervient après un nouveau scandale lié à un possible conflit d’intérêt. Blunkett est remplacé par John Hutton.
- États-Unis, prison : le Washington Post révèle l'existence d'un réseau mondial de prisons secrètes géré par la CIA. Le quotidien précise que de telles prisons se trouveraient entre autres en Afghanistan et dans un pays de l'Est ; il est aussi expliqué que ces prisons se situeraient à l'étranger en raison du caractère illégal de telles prisons aux États-Unis, les détenus n'ayant aucun statut juridique[2].
- France, Émeutes de 2005 dans les banlieues françaises : des jeunes délinquants ont envahi quelque temps le poste de police du Galion à Aulnay-sous-Bois (93) qui était inoccupé à ce moment-là. Parmi les incendies à déplorer durant la nuit, un gymnase au Blanc-Mesnil, une concession Renault à Aulnay-sous-Bois, une banque à Sevran et une quarantaine de voitures sur l'ensemble de la région. Par ailleurs un centre commercial de Bobigny a été saccagé par une quarantaine de casseurs qui ont détruit la vitrine d'un magasin de prêt-à-porter et blessé quelques commerçants.

### Jeudi3 novembre 2005
- France, Émeutes de 2005 dans les banlieues françaises : neuf personnes ont été blessées en Seine-Saint-Denis (93). Des jeunes délinquants ont attaqué un gymnase, un lycée et une gare RER. Une trentaine d'agresseurs ont également contraint un conducteur d'un train à quitter sa cabine de pilotage et ont cassé des vitres et dévalisé les quelques passagers présents. Par ailleurs 315 véhicules ont été brûlés dans la région dont 177 en Seine-Saint-Denis. La police a procédé à 41 arrestations sur l'ensemble de la région. Le maire UMP d'Aulnay-sous-Bois, Gérard Gaudron, quant à lui, avant de se rendre à une réunion de concertation à l'hôtel Matignon, déclare que les émeutiers « ne sont pas tous des voyous. Certains viennent juste pour s'amuser. Au lieu de jouer à la PlayStation, ils tapent des CRS. Dans quelques jours, ceux-là reprendront une vie normale, et là on pourra s'occuper des autres. » et appelle à une « marche silencieuse » dans les rues de sa ville, dans la matinée du 5 novembre[3]).
- France, Alsace : visite par Jacques Chirac du seul camp de concentration nazi en France, le Struthof. Le Président de la République a ainsi achevé l'ensemble des cérémonies de commémoration du 60e anniversaire de la Libération, accompagné de nombreuses personnalités politiques françaises et alsaciennes, dont Simone Veil, Michèle Alliot-Marie, Hamlaoui Mekachera et François Loos.
- France, Prix littéraire : le Prix Goncourt 2005 est attribué à François Weyergans pour son roman Trois jours chez ma mère (Grasset). Le Prix Renaudot revient à Nina Bouraoui pour Mes mauvaises pensées (Stock).
- France, Droit de vote des étrangers : Philippe de Villiers, président du MPF et Jacques Bompard, maire d'Orange, président du club « L'Esprit public », démissionnaire du FN, accélèrent leur rapprochement, à l'occasion d'une visite à Épinay-sur-Seine, au cours de laquelle ils annoncent le lancement d'un « Collectif national des élus de la République contre le droit de vote des étrangers », qui aurait selon eux pour objectif de « mobiliser les représentants du peuple français contre le projet de Nicolas Sarkozy d’octroyer le droit de vote aux élections locales à tous les étrangers extra-européens résidant légalement sur le sol national ». Jacques Bompard avait annoncé, au mois d'octobre, son intention de soutenir la candidature de Philippe de Villiers à l'élection présidentielle de 2007.

### Vendredi4 novembre 2005
- Argentine, station balnéaire de Mar del Plata : début du quatrième Sommet des Amériques qui devra réunir les 34 chefs d'État des pays d'Amérique du Nord, d'Amérique centrale et d'Amérique du Sud. Des dizaines de milliers d'opposants devraient participer à d'importantes manifestations en marge du sommet dont notamment un « Sommet des peuples », sous la conduite de Diego Maradona, devenu fervent opposant à George W. Bush.
- France : des contractuels non réemployés occupent le parvis du rectorat de Créteil depuis presque trois semaines en campant sous une tente pour protester contre la politique uniquement comptable du rectorat.
- France, Émeutes de 2005 en banlieue parisienne. Les violences urbaines se sont développés pour la huitième nuit consécutive ; les jeunes émeutiers ont incendié près de 600 véhicules, soit près du double par rapport à la nuit précédente. Six policiers ont été blessés par des jets de bouteilles et de pierres et des bâtiments publics ainsi que des entreprises ont aussi été pris pour cible de saccages, de pillages et d'incendies.
  - Châlons-en-Champagne : les émeutes en cours en Seine-Saint-Denis n'épargnent pas la province ; la Maison des jeunes et de la culture de Châlons-en-Champagne a brûlé ces derniers jours.
  - Marine Le Pen, député européen, conseillère régionale d'Île-de-France et vice-présidente du Front national, demande au gouvernement français de « décréter immédiatement l'état d'urgence », en vertu de la loi no 55-385 relative à l'état d'urgence, seule mesure susceptible, selon cette élue, de « ramener l'ordre », soulignant que, « pour des troubles infiniment moins graves qu’aujourd’hui », le gouvernement Fabius et le président François Mitterrand y avaient eu recours en 1985 en Nouvelle-Calédonie.
  - Après avoir évoqué l'émulation des jeunes entre eux en tant que cause de l'aggravation des troubles à l'ordre public, et devant le nombre de réactions envoyées, TF1 a suspendu la publication des avis sur ce sujet.

### Samedi5 novembre 2005
- France, Émeutes de 2005 en banlieue parisienne : Yves Bot, procureur de Paris, a fait état d'un total de près de neuf cents véhicules incendiés, dont 656 en Île-de-France, et de près de 260 interpellations sur l'ensemble de la France durant la nuit du vendredi 4 au samedi 5 novembre. Nicolas Sarkozy a déclaré à la sortie d'une réunion interministérielle à Matignon que « face aux violences dans les banlieues, le gouvernement est unanime sur la fermeté ».

### Dimanche6 novembre 2005
- France, Émeutes de 2005 en banlieue parisienne : selon le ministère de l'Intérieur, ce sont près de 1 300 véhicules qui ont été incendiés et 350 interpellations effectuées par la police durant la nuit de samedi à dimanche sur l'ensemble de la France. Des hélicoptères de la sécurité civile ont été mis à contribution dans les principales zones d'émeutes pour surveiller les actes de vandalisme. Par ailleurs, plusieurs bâtiments publics ont à nouveau été pris pour cible, notamment deux écoles primaires incendiées à Grigny (Essonne), une poste et deux écoles à Évreux où les émeutiers s'en sont pris, en affrontement direct, aux forces de l'ordre, rouant de coups deux femmes policières qui ont dû être hospitalisées.
  - Le président de la République, Jacques Chirac, a convoqué à l'Élysée le Conseil de sécurité intérieure pour traiter les événements en cours. Sont présents les principaux ministres du gouvernement Dominique de Villepin. Jacques Chirac, à l'issue du conseil, a fait une rapide déclaration affirmant qu'il souhaitait promouvoir la justice et l'égalité des chances, mais que la priorité absolue était le retour au calme.
  - Le ministre de la Cohésion sociale, Jean-Louis Borloo, interrogé sur Europe 1, a indiqué que l'État s'engagerait à embaucher en priorité des jeunes fonctionnaires issus de l'immigration récente et que le plan de trente milliards d'euros destiné à réhabiliter les quartiers sensibles allait être accéléré.
  - En raison du climat insurrectionnel, les gouvernements des États-Unis d'Amérique, du Canada, du Royaume-Uni et de Russie ont appelé leurs ressortissants respectifs à la plus grande prudence.

### Lundi7 novembre 2005
- Pérou-Chili : l'ancien président péruvien Alberto Fujimori, réfugié au Japon depuis plusieurs années, a été arrêté à son arrivée à Santiago du Chili. Il est soupçonné d'être le commanditaire de plusieurs meurtres et d'être impliqué dans des affaires de corruption.
- Myanmar : le gouvernement militaire de l'ex-Birmanie confirme que la capitale administrative du pays est déplacée de Rangoun à Naypyidaw, située 320 km plus au nord. Selon un porte-parole, neuf ministères, dont celui des Affaires étrangères, ont déjà déplacé leur siège dans la nouvelle capitale depuis le samedi 5 novembre. Ce porte-parole du gouvernement ce changement par une position « plus centrale », tandis que des rumeurs dans la presse thaïlandaise font état d'une supposée crainte des militaires birmans d'une hypothétique invasion de leur pays par l'armée américaine. La position maritime de Rangoun pouvant être, si cette rumeur avait un fondement, un inconvénient en cas d'attaque venue de la mer[4].
- Inde : le ministre des Affaires étrangères, Kunwar Natwar Singh, membre du Parti du Congrès (INC), impliqué dans le scandale du programme Pétrole contre nourriture, est contraint à la démission. Provisoirement, c'est le Premier ministre, Manmohan Singh, qui assurera l'intérim, tandis que son homonyme est nommé « ministre sans portefeuille »[5].
- France, Émeutes de 2005 dans les banlieues françaises : les incidents dans les quartiers sensibles n'ont pas cessé même si les actes de vandalismes se sont déportés sur la province et sont moins intenses en Île-de-France. Trois cents communes ont été touchées, 36 policiers ont été blessés, plus de 1 400 voitures incendiées, et des dizaines d'entreprises et de bâtiments publics, dont des écoles et des commissariats attaqués ou brûlés. Des policiers ont été touchés par des tirs de fusil de chasse. À la mi-journée a été annoncée la mort d'un sexagénaire frappé le 4 novembre par un jeune délinquant à Stains.
  - Le Premier ministre Dominique de Villepin est intervenu sur TF1 pour annoncer la mise en place d'un décret de couvre-feu, lors d'un conseil des ministres exceptionnel prévu le 8 novembre. Ce décret autorisera les préfets à instaurer le couvre-feu selon les modalités qu'ils jugeront nécessaires. Il a également appelé 1 500 réservistes de la police et de la gendarmerie pour compléter les effectifs des forces de l'Ordre.
  - Sur le plan social Dominique de Villepin a annoncé la restauration de la contribution publique aux associations, le triplement des bourses pour les élèves des quartiers sensibles, une « mobilisation exceptionnelle » de l’ANPE en faveur des jeunes des quartiers difficiles pour que celles-ci reçoivent les jeunes et leur proposent dans un délai de trois mois un contrat, une formation, ou un stage. Il a également annoncé que l'apprentissage passerait à nouveau à quatorze ans.

### Mardi8 novembre 2005
- États-Unis / Chine : Américains et Chinois ont signé à Londres un accord limitant la hausse des exportations chinoises de produits textiles.
- États-Unis : Michael Bloomberg a été élu pour un second mandat de quatre ans comme maire de New York. « J'ai eu l'honneur douteux d'avoir eu comme adversaire l'un des candidats les mieux financés dans l'histoire politique américaine », a déclaré le candidat démocrate Fernando Ferrer. Le coût de la campagne électorale de Michael Bloomberg devrait dépasser les 80 millions de dollars contre sept millions de dollars pour celle de Fernando Ferrer.
- États-Unis : le gouverneur de Californie, Arnold Schwarzenegger, a échoué dans sa tentative de faire adopter quatre projets de lois par les électeurs californiens. Les commentateurs soulignent que ce quadruple rejet intervient dans un contexte de sondages défavorables à l'ancien acteur, et où sa position paraît à première vue fragilisée, un an avant le scrutin qui décidera ou non de sa réélection au poste de gouverneur.
- États-Unis, Mariage homosexuel : l'État du Texas a adopté, par référendum, un amendement à sa constitution, qui stipule l'interdiction du mariage homosexuel. Le Texas devient ainsi le 19e État de l'Union à interdire l'union légale entre personnes du même sexe. Par contre, les électeurs de l'État du Maine ont rejeté, par référendum, une initiative visant à révoquer une loi interdisant la discrimination basée sur l'orientation sexuelle.
- États-Unis : dans un scrutin plus « anecdotique » survenu dans la petite localité de Montrose (Pennsylvanie, 1 600 habitants), le maire sortant, Thomas LaMont, qui dirigeait la ville depuis dix ans et avait refusé de se représenter puis avait annoncé son intention de démissionner s'il était réélu après que plusieurs électeurs l'ont inscrit d'office comme candidat, a finalement été battu d'une courte tête, son concurrent le plus direct obtenant 116 voix, tandis que lui-même en obtenait 112, et un troisième candidat 56.
- États-Unis, Texas : les électeurs de la petite ville de White Settlement (14 831 habitants, à proximité de Fort Worth) ont refusé, lors d'un référendum local, dans une proportion de 90 % des 2 500 suffrages exprimés, la proposition faite par la municipalité et le maire James Ouzts, de changer le nom de la ville en « West Settlement ». Les noms de « Settlement » et de « Liberator Village » avaient été aussi proposés lors de la délibération municipale du 14 octobre précédent. L'actuel nom de la ville date de sa fondation en 1840 par des fermiers anglo-saxons installés au milieu de tribus indiennes et de résidents d'origine mexicaine [6].
- France : Dominique de Villepin a annoncé une série de mesures pour résoudre le problème des violences urbaines :
  1. La création d'une agence de la cohésion sociale et de l'égalité des chances ainsi que la nomination de préfets délégués à l'égalité des chances.
  2. La remise en place d'une loi issue de la Guerre d'Algérie, datée de 1955. Elle établit l'état d'urgence et donne beaucoup plus de pouvoir aux préfets.
  3. La création de quinze zones franches supplémentaires et de réserver 20 000 contrats d’accompagnement pour l’emploi et de contrats d’avenir pour les jeunes des quartiers difficiles.

### Mercredi9 novembre 2005
- Jordanie : une série d'attentats terroristes coordonnés a visé la capitale Amman vers 21 h locales. Trois hôtels des chaînes Grand Hyatt, Radisson et Days Inn ont été visés par des attentats-suicides de kamikazes équipés de ceintures explosives. Les bilans provisoires font état de 57 personnes tuées et trois cents personnes blessées, essentiellement de nationalité jordanienne.
- Kazakhstan : la sonde européenne Venus Express a été lancée avec succès à partir du cosmodrome de Baïkonour, au Kazakhstan à l'aide d'une fusée Soyouz Frégate. Venus Express (construite par EADS Astrium) est la première mission européenne à être lancée vers Vénus. Jusqu'à présent, seules des sondes américaines et soviétiques ont été envoyées vers cette planète dont Mariner 2 (É.-U.) en 1962 et Venera 7 (URSS) en 1970. Venus Express restera sur orbite autour de la planète pendant cinq cents jours pour étudier l'atmosphère de Vénus
- France : les violences urbaines semblent ralentir d'intensité sur l'ensemble du territoire avec  des bilans de voitures incendiées et d'arrestations en baisse de moitié par rapport à la veille. L'omniprésence des forces de police et la mise en application du couvre-feu dans certaines zones sensibles ont contribué à un relatif retour au calme.
  - Le ministre de l'Intérieur, Nicolas Sarkozy, a annoncé qu'il allait expulser « sans délai » les étrangers en situation régulière ou irrégulière condamnés pour leur participation aux violences urbaines.
- France, Affaire des écoutes de l'Élysée : le procès s'est conclu par la mise en cause directe de François Mitterrand mais s'est contenté de peines avec sursis pour le commandant Prouteau, le général Esquivié, le commissaire Gilleron et le directeur de cabinet Gilles Ménage. Michel Delebarre et Louis Schweitzer ont également été condamnés mais sont dispensés de peine.
- Israël : élection surprise du dirigeant syndicaliste Amir Peretz à la direction du Parti travailliste lors d'un scrutin interne. Il destitue ainsi Shimon Peres, l'actuel vice-Premier ministre. Cette élection a de fortes chances de mettre en cause la coalition droite-gauche actuelle et de conduire à des élections législatives anticipées. Amir Peretz a déjà annoncé que son parti allait quitter le gouvernement d'Ariel Sharon.

### Jeudi10 novembre 2005
- France, Politique : la motion de François Hollande, Premier secrétaire sortant, a remporté la majorité des suffrages lors Congrès du Mans du Parti Socialiste. Les litiges dénoncés par Laurent Fabius dans certaines fédérations (Hérault, Pas-de-Calais...) ne suffiraient pas à inverser les résultats.
- Liberia : Ellen Johnson-Sirleaf aurait remporté l'élection présidentielle. Mais son concurrent, l'ancien footballeur George Weah aurait déposé une plainte pour fraude.
- Pologne : la Diète polonaise, la Sejm, a voté la motion de confiance au gouvernement de Kazimierz Marcinkiewicz. Son parti conservateur, Droit et justice a reçu le soutien (sans participation) de la Ligue des familles polonaises (extrême droite) et du parti Autodéfense (populiste).

### Vendredi11 novembre 2005
- Irak : décès d'Izzat Ibrahim, ancien bras droit de Saddam Hussein. Il était numéro six sur la liste des 55 suspects irakiens les plus recherchés par l'armée américaine, et une récompense de dix millions de dollars était proposée contre des informations pouvant conduire à sa capture.
- Europe : l'A380 s'est posé sur l'aérodrome de Singapour, après un vol de treize heures, durant lequel il a parcouru 11 000 km. La compagnie nationale singapourienne, Singapore Airlines, est le client inaugural du très gros porteur européen qui compte de nombreux clients dans la région : China Southern Airlines (Chine), Kingfisher Airlines (Inde), Korean Air (Corée du Sud), Malaysia Airlines (Malaisie), Qantas (Australie), Thai Airways (Thaïlande).
- Allemagne : l'accord de gouvernement entre la CDU et la CSU d'une part, le SPD de l'autre, qui était en négociations depuis plusieurs semaines, à la suite des élections fédérales du 18 septembre 2005, a été conclu. Sauf surprise de dernière minute, le gouvernement de « grande coalition » mené par Angela Merkel devrait donc être entériné par le vote du Bundestag, le 22 novembre prochain.

### Samedi12 novembre 2005
- Israël : 200 000 personnes se sont rassemblées à Tel Aviv, pour célébrer la mémoire de l'ancien Premier ministre Yitzhak Rabin, sur la place où il avait été assassiné en 1995. Bill Clinton et de nombreuses personnalités étaient présentes lors de ce rassemblement.
- Irak : visite-surprise à Bagdad du secrétaire général des Nations unies, Kofi Annan, en vue de rencontrer différents acteurs politiques irakiens, notamment des représentants de la communauté sunnite. Kofi Annan a déclaré que la période de transition politique actuelle en Irak devait englober toutes les parties.
- Union européenne : les premiers satellites Galileo s'appelleront GIOVE (acronyme de Galileo In Orbit Validation Élément).

### Dimanche13 novembre 2005
- Vatican : Benoît XVI a béatifié le père Charles de Foucauld, ancien soldat français originaire de Strasbourg et qui par la suite est devenu missionnaire auprès des Touaregs dans le Sahara algérien. Le pape a déclaré que la vie de Charles de Foucauld était « une invitation à aspirer à la fraternité universelle ». Lors de la cérémonie de béatification le gouvernement français était représenté par Pascal Clément, ministre de la Justice, et Marie-Laure de Villepin, épouse du Premier ministre.
- France, Marseille : manifestation anti-grève de 2 000 personnes sur la Canebière qui protestaient contre la grève des conducteurs de la régie des transports de Marseille (RTM). Les syndicalistes grévistes de la RTM perturbent le trafic des transports en commun de Marseille depuis 35 jours.
- Jordanie : le roi Abdallah II de Jordanie a annoncé l'arrestation d'une femme kamikaze qui n'est pas parvenue à actionner ses explosifs lors du triple attentat-suicide du 9 novembre contre des hôtels d'Amman qui avait fait 57 morts. Les attentats ont été revendiqués par le groupe du jordanien Abou Moussab Zarqaoui, chef d'Al-Qaïda en Irak, et ont été commis par des irakiens.
- Burkina Faso : premier tour de l'élection présidentielle. Blaise Compaoré, ex-militaire, président de la République depuis 1987, est favori pour remporter un troisième mandat consécutif face à une pléthore de petits candidats d'opposition.
- Pakistan : 1 500 émeutiers musulmans brûlent une église chrétienne à Sangla Hill dans la province de Punjab au Pakistan, après qu'une rumeur non fondée a laissé entendre qu'un chrétien aurait abîmé le Coran. L'archevêque local a exhorté les fidèles à ne pas recourir à la vengeance, et la foule s'est dispersée.
- Israël : dans le cadre des commémorations de la mort d'Yitzhak Rabin, plusieurs délégations se rendent à Jérusalem pour essayer de relancer les négociations entre l'État hébreu et l'Autorité palestinienne.

### Lundi14 novembre 2005
- France : réunion avancée du conseil des ministres en vue d'adopter un projet de loi pour prolonger de trois mois l'état d'urgence. Parallèlement, on observe un recul des violences dans les banlieues où la baisse du nombre de véhicules incendiés se confirme. Il a également été annoncé que Jacques Chirac s'exprimera le soir même à la radio et à la télévision.
- France : Jacques Chirac a annoncé la création d'un service civil volontaire associant accompagnement et formation, destiné à l'attention de 50 000 jeunes à partir de 2007.
- France: ouverture à Paris du procès en appel dans l'affaire dite Affaire d'Outreau. Six personnes condamnées en première instance, qui ont toujours clamé leur innocence, sont jugées à nouveau.
- Automobile : la Renault Clio III, lancée en septembre 2005, a été élue Voiture de l'Année 2006. Elle succède à la Toyota Prius.
- Ouganda : Kizza Besigye, le chef de l'opposition et principal adversaire du président Yoweri Museveni lors des élections libres de 1986, a été arrêté par la police. Il est accusé avoir eu des liens avec l'Armée de résistance du Seigneur.
- Égypte : second tour de la première phase des élections législatives égyptiennes qui concernent un tiers des 444 sièges de l'Assemblée du peuple. Le parti des Frères musulmans devient la principale force d'opposition au parlement égyptien.
- Russie : Vladimir Poutine nomme Dmitri Anatolievitch Medvedev au poste de vice-Premier ministre affecté à la mise en œuvre des projets nationaux et prioritaires, et Sergueï Borissovitch Ivanov, ministre de la défense, au poste de vice-Premier ministre affecté à la défense et au complexe militaro-industriel.

### Mardi15 novembre 2005
- Québec : les membres du Parti québécois votent aujourd'hui pour se choisir un nouveau chef. L'élection du nouveau chef se fait au scrutin universel des membres du parti qui sont appelés à voter par téléphone. M. Boisclair l'a emporté clairement sur Mme Marois. Avec 53,6 % des votes exprimés, il a nettement devancé sa rivale, qui a obtenu l'appui de 30 % des 104 000 électeurs. Pas moins de 76 % des 140 000 membres du PQ ont voté au cours des trois derniers jours. À quelques points près, M. Boisclair réédite le score de Pierre Marc Johnson en 1985 (58 %). Mme Marois, encore deuxième, avait alors récolté 20 %.
- Sénégal : la police sénégalaise a arrêté  l'ancien dictateur tchadien Hissène Habré, sous le coup d'un mandat d'arrêt international de la justice belge pour des « violations graves » des Droits de l'homme.
- Jérusalem : la secrétaire d'État américaine Condoleezza Rice est parvenue au terme de négociations ardues à un accord entre les Israéliens et les Palestiniens sur l'accès à la bande de Gaza. Cet accord vise à donner à l'Autorité palestinienne le contrôle de la frontière avec l'Égypte au niveau du terminal de Rafah à partir du 25 novembre 2005.
- France : le syndicaliste José Bové a été condamné à quatre mois de prison ferme par la cour d'appel de Toulouse pour le fauchage d'un champ de maïs Bt OGM le 24 juillet 2004 à Menville dans la Haute-Garonne. Noël Mamère et Gérard Onesta ont été condamnés à trois mois de prison avec sursis ; les autres prévenus à deux mois avec sursis.
- Pakistan, Karachi : un attentat à la voiture piégée a fait trois morts et plusieurs blessés dans le quartier d'affaires. L'explosion a détruit un fast-food américain et une banque.
- France : l'Assemblée nationale a voté en faveur de l'adoption du projet de loi qui prolonge à trois mois l'état d'urgence, en vue de lutter plus efficacement contre les violences urbaines.
- Mexique / Venezuela : crise diplomatique entre les présidents Vicente Fox et Hugo Chávez depuis la fin du sommet des Amériques. Les ambassadeurs mutuels ont été rappelés après que Chávez a qualifié Fox de « toutou de l’empire américain » et qu'il refuse de s'excuser pour ses propos.

### Mercredi16 novembre 2005
- France, Saint-Étienne : début du procès des trois femmes braqueuses d'une boulangerie à Saint-Just-Saint-Rambert le 3 août 2002 et qui avaient assassiné le boulanger d'un coup de fusil pour un butin de 35 euros.
- France : le Sénat a adopté le projet de loi sur la prorogation à trois mois de l'état d'urgence, déjà voté par l'Assemblée nationale. La loi ne sera promulguée que si aucun recours n'est formé devant le Conseil constitutionnel ou si celui-ci rejette ces éventuels recours.
- Communauté européenne : le parlement européen a approuvé à Strasbourg la mise en place d'une liste noire des compagnies aériennes interdites de vol pour raisons de sécurité au sein de l'Union européenne.
- Italie : les sénateurs ont approuvé un projet de réforme de la constitution italienne, qui sera soumis au peuple par référendum. Si ce projet est entériné par le peuple, la constitution étendrait les pouvoirs du président du Conseil (rebaptisé Premier ministre) au détriment de ceux du président de la République, et assurerait la promotion du fédéralisme régional. En outre, l'effectif de la Chambre des députés et du Sénat serait réduit, tandis que l'âge minimal pour être élu président de la République passerait de cinquante à quarante ans. Ce projet de réforme, qui modifierait 55 articles de la constitution, a été approuvé par la majorité et l'opposition politique.
- Tunisie, Tunis : début du sommet mondial sur la société de l'information. Plus de 17 000 délégués participent à ce sommet, le plus grand jamais organisé par l'ONU. L'objectif majeur est de favoriser l'accès de tous les peuples aux nouvelles technologies. Le respect de la liberté d'expression et d'opinion et des Droits de l'homme est également l'une des attentes majeures des intervenants.
- Football : le match de barrage pour la qualification à la coupe du monde de football 2006 entre l'équipe suisse et l'équipe turque s'est soldé par la victoire de la Suisse et par des violences après match. Les joueurs suisses ont quitté le stade d'Istanbul sous les projectiles du public avant d'être agressés dans les vestiaires par leurs adversaires. Un des joueurs, Stéphane Grichting, a été hospitalisé à la suite de ses blessures. La Turquie pourrait être exclue des éliminatoires de la coupe du monde de football de 2010.

### Jeudi17 novembre 2005
- Monaco : début des cérémonies d'intronisation d'Albert II.
- Espace : lancement réussi d'Ariane 5 ECA du centre spatial guyanais de Kourou. Avec à son bord deux satellites de télécommunication pesant au total plus de huit tonnes, c'est la plus grosse charge utile jamais mise sur orbite par la fusée européenne.
- Israël : accord entre Ariel Sharon et Amir Peretz pour organiser des élections législatives anticipées à la fin du mois de février ou en mars 2006.
- Sri Lanka : élection présidentielle après trois ans de trêve entre le gouvernement et les Tigres de libération de l'Eelam tamoul (LTTE). Sont en compétition treize candidats dont les deux principaux favoris :
  - le premier ministre en exercice, Mahinda Rajapakse, qui s'est allié aux ultranationalistes bouddhistes qui veulent la défaite militaire du LTTE, et aux marxistes du Front de libération populaire (JVP), hostiles à toute concession. Son programme prône un dirigisme étendu dans un Sri Lanka unifié.
  - son prédécesseur Ranil Wikramasinghe favorable à la paix et qui veut reprendre les négociations entamées en 2003 et ouvrir l'économie de l'île.
- France : à Paris, lors du procès en appel de l'affaire d'Outreau, une large part de l'accusation est symboliquement très affaiblie: les derniers enfant accusateurs de celui des prévenus qui fut le plus fortement condamné en première instance (l'abbé Weil) se rétractent et avouent avoir menti au cours de l'instruction puis pendant le premier procès.
- Corée du Sud, Pusan : ouverture du sommet de l'Asia Pacific Economic Cooperation (APEC). Les principaux sujets de travail sont la libéralisation des échanges mondiaux avec l'élimination des subventions à l'exportation, la lutte contre la menace de pandémie de grippe aviaire et la coordination de la lutte contre le terrorisme.
- Communauté européenne : le projet « REACH », acronyme anglais de « Enregistrement, évaluation et autorisation des produits chimiques», a été adopté par le parlement européen. Il vise à lutter contre l'utilisation de substances chimiques dangereuses dans l'industrie et à inverser la preuve de l'innocuité d'une molécule à la responsabilité des fabricants et non aux autorités sanitaires.
- États-Unis : l'ancien baron de presse Conrad Black a été inculpé de fraude à Chicago. Il est soupçonné avoir détourné plusieurs millions de dollars entre 1999 et 2001.

### Vendredi18 novembre 2005
- Sri Lanka : les résultats officiels de l'élection présidentielle donnent la victoire à l'actuel premier ministre Mahinda Rajapakse à 50,29 % des suffrages exprimés, contre son opposant, l'ancien chef du gouvernement Ranil Wickremesinghe à 48,43 %. Mahinda Rajapakse, classé à gauche, est considéré comme adepte de la fermeté à l'égard des rebelles tamouls.
- France : succès sans précédent de la souscription pour la privatisation d'EDF avec près de cinq millions de souscripteurs français. La valeur de vente a été fixée à 33 euros pour les institutionnels et à 32 euros pour les particuliers. La cotation en bourse débutera lundi. EDF devrait être la société ayant la 3e capitalisation la plus importante du CAC 40 lorsqu'elle rejoindra l'indice phare de la bourse de Paris.
- Irak : deux attentats-suicide dans des mosquées chiites dans le nord-est de l'Irak près de la frontière iranienne ont tué 77 personnes et blessé 80 personnes. Quelques heures plus tôt, un attentat suicide a dévasté un quartier résidentiel du sud de Bagdad, causant la mort d'au moins six personnes.
- France : le 74e congrès du Parti socialiste s'ouvre ce vendredi à 15 h.
- France, Saint-Étienne : le procès des trois femmes braqueuses d'une boulangerie à Saint-Just-Saint-Rambert le 3 août 2002 et qui avaient assassiné le boulanger d'un coup de fusil pour un butin de 35 euros s'est terminé. La principale coupable, Magalie Rossi, qui s'était présentée libre à son procès à la suite d'une erreur judiciaire, a écopé de 28 ans de prison. Ses complices ont pris dix ans pour l'une et trois ans pour la dernière.
- Pays-Bas : nouveau record du monde de chute de domino lors du Domino Day 2005 ; ce sont 4 155 476 dominos qui ont été renversés durant la soirée sur le thème des histoires éternelles.
- États-Unis : les Nations unies ont renoncé à effectuer une inspection du camp-prison de Guantanamo à Cuba, faute d'avoir obtenu du gouvernement américain l'autorisation de parler librement aux prisonniers.
- France : de violents affrontements ont eu lieu entre deux et trois mille jeunes et la police au cours de la nuit de jeudi à vendredi dans le centre de Grenoble. Les jeunes, à la sortie des bars de la ville, après avoir fêté l'arrivée du Beaujolais nouveau, s'en sont pris aux forces de l'ordre sous les cris de « nous voulons du Beaujolais » et voulaient provoquer une révolution « rouge beaujolais ». Une vingtaine de jeunes et 17 policiers ont été blessés durant les échauffourées.
- Burkina Faso : Blaise Compaoré est reconduit à la tête du pays pour un troisième mandat avec 80,3 % des suffrages exprimés lors de l'élection présidentielle du 13 novembre 2005. Le taux de participation avait atteint environ 58 %.
- France : Lancement de la chaîne enfant Gulli.

### Samedi19 novembre 2005
- Irak : un attentat-suicide et un autre à la voiture piégée ont fait au moins  et soixante-dix blessés dans et près de Bagdad. Ces attaques d'hier et d'aujourd'hui semblent avoir pour objectif d'aggraver les clivages entre chiites et sunnites en prévision des élections législatives du 15 décembre 2005.
- Monaco : fin des cérémonies d'intronisation d'Albert II de Monaco lors de la fête nationale du pays et en présence de plusieurs délégations étrangères. Le prince souverain a assisté à la « Messe pour le chef de l'État » en la cathédrale de Monaco avant d'opérer à une prise d'armes  des troupes de la force publique, carabiniers, sapeurs-pompiers et sûreté publique.
- France : manifestation à Paris à l'appel de syndicats et de partis de gauche pour la défense du service public et contre les privatisations. Les manifestants, au nombre de 10 000 (selon la police) à 30 000 (selon les organisateurs), ont défilé dans le calme de la place d'Italie jusqu'à proximité de l'Assemblée nationale.
- Caraïbes : la tempête tropicale Gamma, 24e dépression de la saison 2005 des ouragans atlantiques, après avoir causé le décès d'une personne, la disparition de quatre autres personnes et l'évacuation de 5 000 résidents au Honduras, s'approche des côtes sud de la Floride et se renforce  en puissance.

### Dimanche20 novembre 2005
- France : le Parti socialiste est parvenu lors du congrès du Mans à la synthèse sur l'orientation politique du parti en vue de l'élection présidentielle française de 2007. Les propositions du programme de synthèse visent à la hausse du SMIC, à la renationalisation d'EDF, à la fixation à 1quinze élèves maximum par classe en zone d'éducation prioritaire, à un minimum de 20 % de logements sociaux dans toutes les communes françaises.
- Égypte : deuxième phase des législatives dans neuf gouvernorats de l'Égypte avec plus de 1 700 candidats en lice dans les 72 circonscriptions. Quelques heurts ont fait plusieurs blessés et des irrégularités ont été signalées.
- Israël, Tel Aviv : le Parti travailliste israélien a voté lors d'un congrès du parti son départ du gouvernement de coalition du premier ministre Ariel Sharon. Les ministres travaillistes ont donné leur démission, confirmant ainsi la tenue des élections anticipées en février ou mars 2006.
- Caraïbes : la tempête tropicale Gamma a touché l'Amérique centrale. Les pluies torrentielles ont fait au moins douze morts. La tempête se dirige maintenant vers les Bahamas et Cuba.

### Lundi21 novembre 2005
- France : première cotation d'EDF à la bourse de Paris, conforme au prix de mise en vente par l'État à destination des investisseurs privés, soit 32 euros.
- France : début des grèves dans la SNCF, sans limite de durée. Les fonctionnaires des transports manifestent leur hostilité à une éventuelle privatisation et réclament une augmentation des salaires.
- France : près de 800 000 lettres de relances amiables ont été envoyées par le fisc à des contribuables français en vue de leur indiquer d'éventuelles erreurs de déclaration de revenus en recoupant les informations fournies par les employeurs si ce montant dépasse 1 525 euros.
- Israël : démission d'Ariel Sharon de son parti, le Likoud, qu'il dirigeait et dont il avait été un des créateurs en 1973. Ariel Sharon a annoncé la création d'un nouveau parti de centre-droit, Kadima, qui va œuvrer pour la paix. Il a aussi demandé au président Moshe Katsav de dissoudre la Knesset et d'organiser des législatives anticipées. Le pays, traditionnellement habitué à une opposition entre deux partis majoritaires, verra sa vie politique bouleversée par l'apparition d'un nouveau parti centriste.
- Kenya : référendum sur un projet de révision constitutionnelle en faveur d'un régime présidentiel fort, après une campagne endeuillée par huit morts.
- Irak : cinq civils irakiens, dont trois enfants, ont été tués par les tirs des forces américaines à l'approche d'un checkpoint à Baquba ; le minibus avec lequel ils se déplaçaient ne s'est pas arrêté à l'approche du barrage routier.

### Mardi22 novembre 2005
- Royaume-Uni : la première de couverture du journal britannique the Daily Mirror annonçait qu'un mémo secret provenant de Downing Street indiquait que le Premier ministre Tony Blair aurait disuadé le président américain George W. Bush de bombarder les studios d'Al-Jazira à Doha.
- Russie : la Douma russe a approuvé une loi qui place les activités des ONG sous le strict contrôle de l'État.
- Allemagne : Angela Merkel a été élue chancelière par le Bundestag, la chambre basse du parlement, avec 397 voix pour, 202 contre, et douze abstentions.
- France : la grève à la SNCF a fortement perturbé le trafic ferroviaire. Les syndicalistes ont obtenu de leur direction des avancées sociales importantes, dont une prime exceptionnelle de 240 euros par cheminot, une revalorisation des salaires de 0,3 % au 1er janvier 2006 et l'ouverture de négociations salariales début janvier. Ces avancées semblent satisfaire les syndicalistes qui appellent au vote pour décider d'une reprise de l'activité mercredi 23 novembre. Par ailleurs Jacques Chirac s'est engagé à s'interdire une éventuelle privatisation de la SNCF.
- France : les groupes de Rap Smala, Ministère Amer, Lunatic, et les rappeurs Fabe, Salif et Monsieur R sont accusés par certains parlementaires et sénateurs de faire « le commerce du racisme au lieu de l'antiracisme ».
- France : les députés ont adopté le projet de loi autorisant la mise en place du bracelet électronique mobile pour les délinquants sexuels et violents.
- France : le Conseil d'État suspend l'application de la décomptabilisation des jeunes de moins de 26 ans dans le calcul des seuils sociaux des entreprises.
- Kenya : le référendum du 22 novembre en vue de l'adoption d'une nouvelle constitution a été rejeté par les électeurs à une grande majorité.
- Naissance de Baptiste Kieffer

### Mercredi23 novembre 2005
- Monde : la FAO publie son rapport annuel sur l'insécurité alimentaire; la plupart des six millions d'enfants morts par an de la malnutrition dû aux maladies infectieuses curables, notamment de diarrhée, de pneumonie, du paludisme ou de la rougeole.
- France : création d'une nouvelle taxe sur le transport aérien à l'initiative de Jacques Chirac. Le projet de loi a été finalisé durant le conseil des ministres et vise à taxer les passagers d'un à quarante euros par vol dès juillet 2006. Les fonds récoltés devraient permettre d'aider les pays pauvres.
- Chili : Augusto Pinochet a été inculpé et assigné à résidence pour fraude fiscale et corruption. L'ex-dictacteur chilien est soupçonné d'avoir ouvert à l'étranger des comptes bancaires pour dissimuler plusieurs millions de dollars[7].
- Canada : Arcelor formule une OPA hostile sur le canadien Dofasco[8].
- Irak : un attentat-suicide provoqué avec une voiture remplie d'explosifs a causé la mort de dix-huit personnes, essentiellement des policiers irakiens, dans une embuscade à Kirkouk au nord du pays.

### Jeudi24 novembre 2005
- Canada : une motion de non-confiance envers le gouvernement a été présentée devant la Chambre des communes du Canada. Les partis d'opposition ayant annoncé qu'ils voteraient pour la motion, il est attendu que le vote le 28 novembre résultera en la défaite du gouvernement, forçant la dissolution du Parlement et la tenue d'élections générales.
- Iran, nucléaire : l'Agence internationale de l'énergie atomique a décidé d'accorder un délai aux autorités iraniennes et d'étudier une proposition russe avant de demander au Conseil de sécurité des Nations unies de prendre des sanctions envers l'Iran pour non-respect des accords de non prolifération nucléaire.
- Irak : un attentat à la voiture piégée a causé la mort de trente civils irakiens et fait vingt-trois blessés à Mahmoudiya au sud de Bagdad. La voiture a explosé à l'entrée de l'hôpital de la ville et serait un attentat-suicide. Au moins une vingtaine de personnes ont par ailleurs été tuées dans une série d'attaques, d'assassinats ou d'attentats dans tout le pays.
- France : Le Parlement adopte définitivement la proposition de loi antirécidive qui met en place le bracelet électronique mobile pour les délinquants et criminels sexuels ou violents.
- France : deux cents parlementaires de la majorité UMP ont demandé au ministre de la Justice de poursuivre des chanteurs de rap français, accusés d'incitation à la violence. Les rappeurs concernés sont Monsieur R, Smala, Fabe, Salif et les groupes Lunatic (dissous depuis plusieurs années), 113 et Ministère Amer.
- France : de source judiciaire, des perquisitions ont été effectuées en Corrèze pour établir les abus de biens sociaux dont aurait profité Bernadette Chirac entre 1998 et 1999. La femme du président de la République est en effet soupçonnée d'avoir bénéficié de billets d'avion gratuits de la part de la compagnie aérienne Euralair avant que celle-ci ne fasse faillite en 2003.
- France : arrivée des grands froids, un intérimaire de 38 ans, ne pouvant plus payer son loyer, meurt de froid en dormant au volant de sa voiture.

### Vendredi25 novembre 2005
- France, Parti socialiste : François Hollande a été réélu premier secrétaire du parti socialiste pour un 4e mandat à l'issue du congrès du Mans. Il était le seul candidat à sa succession.
- Afghanistan : un soldat canadien a été tué dans un accident au nord de Kandahar.
- Commonwealth : les pays membres du Commonwealth se réunissent à Malte avec pour objectif commun de lutter contre la pauvreté et le terrorisme
- Sénégal, la Cour d'appel de Dakar se déclare incompétente pour juger de l'extradition vers la Belgique de l'ex-président tchadien Hissène Habré. Il est remis en liberté le jour-même puis de nouveau arrêté le 26 au matin.

### Samedi26 novembre 2005
- France, Parti socialiste : Arnaud Montebourg quitte avec ses partisans le courant Nouveau Parti socialiste. Cette décision fait à la suite d'un désaccord avec les autres animateurs du courant sur l'opportunité de faire une synthèse au congrès du Mans.
- Chine : à 8 h 50 au matin (0 h 50 UTC), un séisme de magnitude 5,7 a eu lieu dans la province de Jiangxi, dans l'est de la Chine, faisant au moins quatorze morts et des centaines de blessés. On a localisé l'épicentre entre Jiujiang et Ruichang et l'hypocentre à une dizaine de km de profondeur.
- Rugby : l'équipe de France bat l'équipe d'Afrique du Sud sur le score de 26 à 20 au stade de France.
- Gaza : le premier poste-frontière palestinien ouvre ses portes.
- Algérie : le président Abdelaziz Bouteflika est hospitalisé à l'hôpital militaire du Val de Grâce.
- France : Lionel Jospin ne se portera pas candidat pour 2007.

### Dimanche27 novembre 2005
- Suisse : un moratoire interdisant durant cinq ans la culture d'OGM a été adopté par la majorité de 55,7 % des votants.
- Royaume-Uni : une vidéo montrant le bizutage de jeunes recrues des Royal Marines a été diffusée sur les plus grandes chaînes de télévision du pays.
- France : le président algérien Abdelaziz Bouteflika est hospitalisé depuis samedi à l'hôpital militaire du Val-de-Grâce à Paris. Le chef de l'État, âgé de 68 ans, a d'abord été examiné à l'hôpital militaire Ain Naadja d'Alger pour des « troubles au niveau de l'appareil digestif ».
- Honduras : les résultats provisoires de l'élection présidentielle semblent montrer une victoire dès le premier tour pour Manuel Zelaya, soutenu par le Parti libéral du Honduras (PLH). Si cette victoire est confirmée, M. Zelaya devrait succéder, le 27 janvier 2006, à l'actuel président de la République, Ricardo Maduro, du Parti national du Honduras. M. Zelaya, dont le score est estimé à 50,6 % des suffrages, devancerait assez largement Porfirio Lobo, soutenu par le PNH (44,3 %), ainsi que trois autres candidats ayant obtenu des scores très modestes.
- Chine : un coup de grisou a eu lieu dans une mine de charbon à 21 h 40 (13 h 40 UTC), dans la commune de Qitaihe (province de Heilongjiang), causant la mort de 134 personnes. Au moment de l'explosion, 221 mineurs se trouvaient au fond du puits, les secouristes ont pu dégager 72 survivants. Cette catastrophe minière est l'une des plus graves que le pays ait connu. La mine est exploitée depuis 1958 et appartient au groupe public Longmei.

### Lundi28 novembre 2005
- Chine : un coup de grisou piège 166 mineurs dans une mine de charbon dans la province du Shaanxi. Les mines chinoises sont considérées comme les plus dangereuses au monde, avec officiellement 7 000 morts par an et plus de 20 000 selon l'organisation de défense des Droits de l'homme, China Labour Bulletin.
- International, environnement : 180 pays se réunissent à Montréal sous l'égide de l'ONU pour discuter du changement climatique, du renforcement des mesures prises après 2012.
- Canada, politique : comme les observateurs s'y attendaient, la motion de non-confiance de l'opposition à l'encontre du gouvernement minoritaire de Paul Martin (PLC), a été adoptée à la Chambre des communes du Canada. La motion a été adoptée par 171 voix contre 133, sur un total de 304 députés présents (deux sièges étant en outre vacants). À l'issue du vote, le Premier ministre a annoncé qu'il rencontrerait mardi matin la gouverneure générale du Canada, Michaëlle Jean, pour lui demander de procéder à la dissolution du Parlement. Si cette requête est acceptée, de nouvelles élections générales pourraient avoir lieu en janvier 2006.
- Canada : dans le débat sur la motion de non-confiance à l'encontre du gouvernement minoritaire de Paul Martin (PLC), le chef de l'opposition, Stephen Harper (PCC), affirme à plusieurs reprises que la caisse électorale des libéraux aurait été gonflée, à l'occasion du programme de commandites, « grâce à un imposant système de pots-de-vin impliquant le crime organisé ». Le Premier ministre fédéral s'est brièvement exprimé pour demander à M. Harper de « reprendre ses paroles », mais celui-ci s'y est refusé, tandis qu'un autre député conservateur, John Douglas Reynolds, a renchéri en affirmant qu'« il n'y [aurait] pas d'excuses » et que « c'était un crime très bien organisé ».
- France, politique : le président du Front national, réitère ses propos devant la caméra de la BBC qualifiant de « détail de l'Histoire » les chambres à gaz du régime nazi durant la Seconde Guerre mondiale. « Je vais vous dire exactement ce que j'ai dit : les chambres à gaz sont un détail de l'histoire de la Seconde Guerre mondiale. […] C'est si vrai d'ailleurs qu'aucun des chefs de guerre, ni Churchill, ni Staline, ni Roosevelt, ni de Gaulle, aucun d'entre eux n'a jamais cité les chambres à gaz dans ses Mémoires » a-t-il déclaré. Pour les mêmes propos, il avait été condamné, en septembre 1987, à 1,2 million de francs (presque 183 000 euros) d'amende, car il avait été rendu qu'il avait « commis une faute » en « banalisant » les persécutions infligées par les nazis. Le jour suivant, SOS Racisme et le MRAP ont annoncé, avoir engagé des poursuites judiciaires pour négationnisme.

### Mardi29 novembre 2005
- France : un commando d'environ 25 viticulteurs, cagoulés et armés de masses et de battes de Baseball, a attaqué la délégation régionale de l'Office national interprofessionnel des vins (ONIVINS), à Montpellier. Une partie des locaux et du matériel a été saccagée, et deux agents ont été molestés. Un service fiscal et deux négociants en vins ont été attaqués le même jour.

### Mercredi30 novembre 2005
- Israël, politique : le vice-Premier ministre Shimon Peres, ancien chef du Parti travailliste, récemment battu pour la direction du parti par Amir Peretz, annonce son départ de la formation dont il était membre depuis soixante ans. Sans rejoindre pour le moment le nouveau parti Kadima (« En avant ») fondé par Ariel Sharon, ni se présenter à la Knesset, à laquelle il appartenait depuis 1959, il choisit de soutenir le Premier ministre dans la perspective des élections législatives anticipées de mars 2006. Les analystes expliquent notamment la décision du vieux chef travailliste par l'« affront » qu'il aurait subi de la part de M. Peretz, qui lui aurait proposé une 120e place symbolique et non-éligible dans la liste travailliste. Shimon Peres aurait par ailleurs reçu l'assurance de M. Sharon, en cas de victoire de celui-ci, d'obtenir soit un poste diplomatique important, soit de travailler au développement du Néguev, région où, dans la perspective du démantèlement de nouvelles colonies juives en Cisjordanie, de nouvelles implantations de remplacement pourraient être développées.
- France : confirmation de la mise en examen de quatre militaires français de l'opération Licorne, dont le colonel Éric Burgaud, à la suite de la mort d'un coupeur de routes ivoirien en mars 2005.